# Chonocentrum cyathophorum
Chonocentrum cyathophorum är en emblikaväxtart som först beskrevs av Johannes Müller Argoviensis, och fick sitt nu gällande namn av Jean Baptiste Louis Pierre, Ferdinand Albin Pax och Käthe Hoffmann. Chonocentrum cyathophorum ingår i släktet Chonocentrum och familjen emblikaväxter. Inga underarter finns listade i Catalogue of Life.